# Рёзенер, Эрвин
Эрвин Фридрих Карл Рёзенер (нем. Erwin Rösener, 2 февраля 1902, Шверте, провинция Вестфалия, Королевство Пруссия — 4 сентября 1946, Любляна, Югославия) — один из высших офицеров СС, обергруппенфюрер СС, генерал войск СС и полиции (1 августа 1944). Руководитель СС и полиции Словении, один из командующих СС на Балканах. Повешен в 1946 году как военный преступник.

## Биография
Эрвин Рёзенер родился 2 февраля 1902 года в городе Шверте, Северный Рейн — Вестфалия. Посещал начальную школу и реальное училище в Гельзенкирхене. Затем выучился на электромонтёра и работал по профессии в Ахене. 6 ноября 1926 года вступил в НСДАП (билет № 46 771) и СА в Ахене. Учился на инженера-электрика. С 1927 по 1929 год командир 16-го штурма СА. В октябре 1929 года подал заявку на вступление в СС. В 1930 году его заявка была одобрена и он перешёл из СА в СС (билет № 3 575). С 4 ноября 1930 года в 73 штурме СС. С февраля 1931 года командир 3-го штурма 5-го штандарта СС в Броле.
С 21 декабря 1931 года командир 4-го штурмбанна 58-го штандарта СС в Кёльне, а с 13 марта 1932 года командир 58-го штандарта СС. В 1932 году прошёл подготовку офицера СС в школе рейхсфюрера СС в Мюнхене. С декабря 1932 года командир штурмбанна 20-го штандарта СС в Дюссельдорфе, а с 20 июля 1933 года командир 20-го штандарта СС. 12 ноября 1933 года был избран депутатом Рейхстага от Восточного Дюссельдорфа. С 10 сентября 1934 года командир 61-го штандарта СС в Алленштейне. С 13 сентября 1936 года начальник штаба оберабшнита СС «Восток» в Берлине. С 1 ноября 1938 по 19 июня 1940 года начальник штаба оберабшнита «Рейн» в Висбадене.
В феврале — марте 1940 года прошёл стажировку в ОРПО, а с марта по май в ЗИПО и СД в Висбадене. С 18 июня 1940 по 18 ноября 1941 года руководитель оберабшнита СС «Рейн». С 24 июля 1940 года высший руководитель СС и полиции в округе «Рейн». С 24 ноября 1941 года и до конца войны высший руководитель СС и полиции и командир оберабшнита СС «Альпенланд» (со штаб-квартирой в Зальцбурге), в территорию которого также входила Словения. Возглавлял объединения СС на Балканах, тесно сотрудничал с Леоном Рупником и Грегорием Рожманом. С октября 1944 года возглавлял оперативный штаб по борьбе с партизанами в Лайбахе. Руководил проведением широкомасштабных карательных акций против мирного населения и партизан.

## Арест, суд и казнь
После войны бежал в Австрию, но 17 мая 1945 года был арестован британскими войсками в военном госпитале в Шпиттале. Затем был выдан Югославии и в марте 1946 года переведён в Люблянскую тюрьму. 21 августа 1946 вместе с Леоном Рупником и другими был обвинён в военных преступлениях Народным трибуналом Югославии. 30 августа был вынесен приговор — смертная казнь через повешение. 4 сентября 1946 приговор был приведен в исполнение. Похоронен в безымянной могиле на люблянском кладбище Жале.

## Награды
- Шеврон старого бойца
- Имперский спортивный знак в серебре
- Железный крест 1-го класса (14.12.1943)
- Железный крест 2-го класса (15.08.1942)
- Крест военных заслуг 1-й степени с мечами (20.04.1942)
- Крест военных заслуг 2-й степени с мечами (20.01.1942)
- Нагрудный знак «За борьбу с партизанами» в серебре (12.08.1944).
- Немецкий крест в золоте (27.01.1945).
- Золотой партийный знак НСДАП
- Медаль За выслугу лет в НСДАП в бронзе и серебре
- Кольцо «Мёртвая голова»
- Почётная сабля рейхсфюрера СС